# NGC 469
NGC 469 (również PGC 4753) – galaktyka spiralna (S), znajdująca się w gwiazdozbiorze Ryb. Odkrył ją Albert Marth 3 listopada 1864 roku. Tuż obok niej widoczna jest galaktyka PGC 3127780, jednak znajduje się ona znacznie dalej.